# Авакум (пророк)

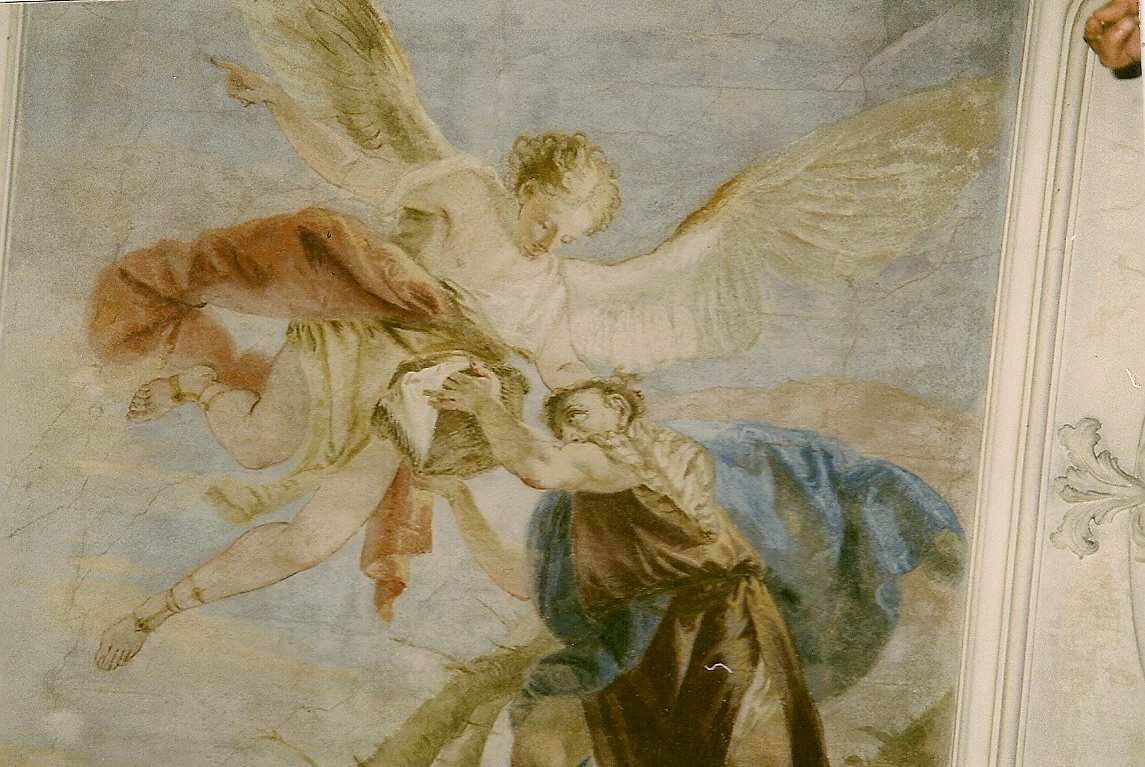
Пророк Аввакум и Арх. Михаил (Francesco_Zugno 1737) Деталь фрески ц.Сан-Ладзаро, Венеція

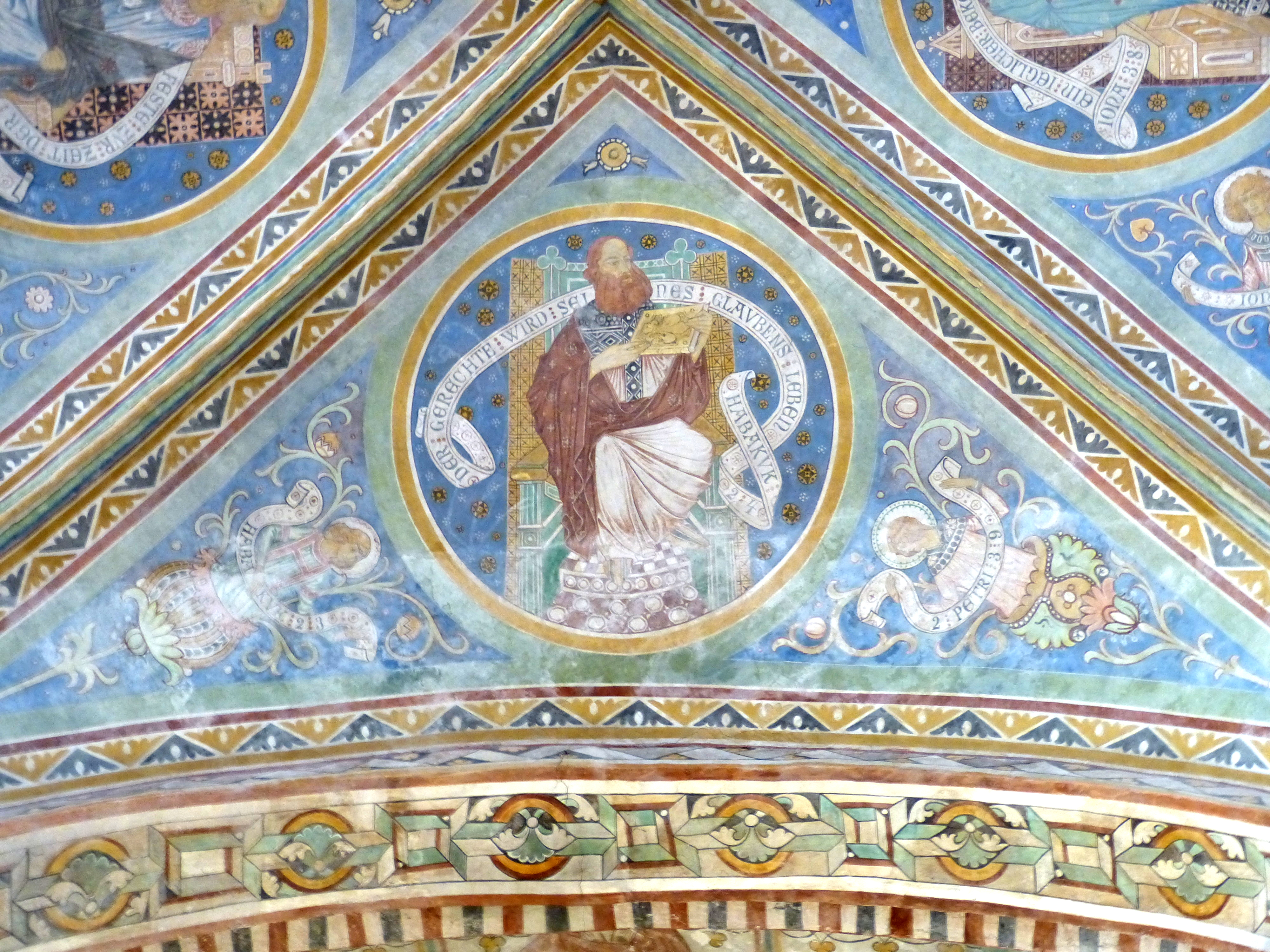
Авакум з цитатою «Праведний вірою своєю житиме» (Ав 2:4) Фреска ц. Св.Марії (12 ст.)

Авакум (від аккадського Хавакук, івр. חבקוק) — один з 12 малих біблійних пророків Старого Заповіту, походив від коліна Симеонового. Проповідував близько 650 р. до Р. Х. Його пророцтва, що складаються з трьох коротких розділів, становлять 8-му книгу збірника 12 Малих пророків (Тре-ассар) в єврейському каноні. Зі змісту його писання, де він скаржиться на пригнічення слабих сильними і говорить (Ав. 1:6) про завойовницькі походи халдеїв, можна припустити, що він жив у часи першого нашестя халдеїв на Єрусалим, при царі Йоакимі. Думка юдейських талмудистів, що Авакум — це син Шунамитянки, яку воскресив Єлисей (IV, Книга Царів 4), не має ніяких підстав, інакше Авакум мав би бути старше 300 років. Мова Авакума велична і дихає силою. Його молитва в III главі як за формою, так і за змістом — витончений псалом.

## У мистецтві

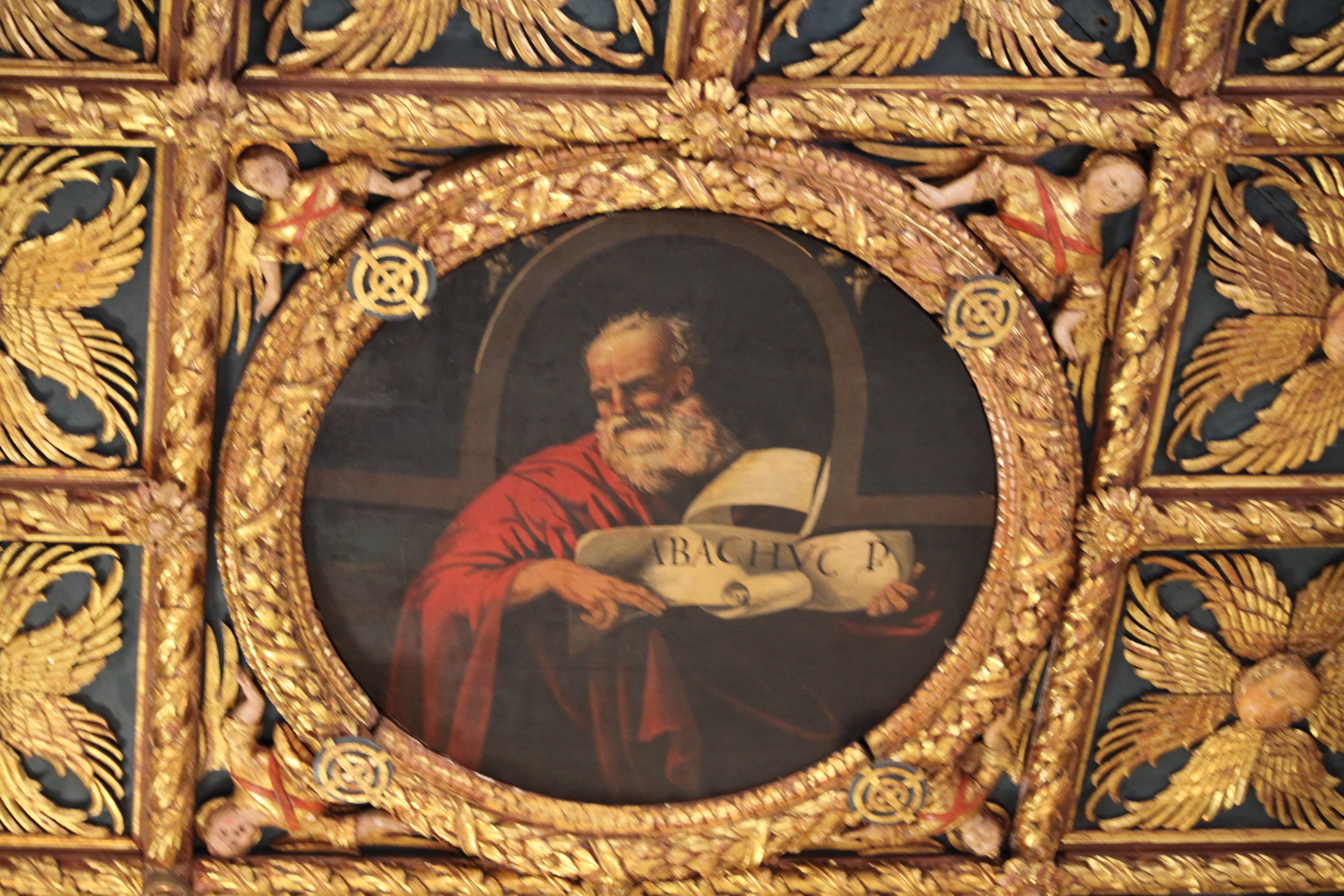
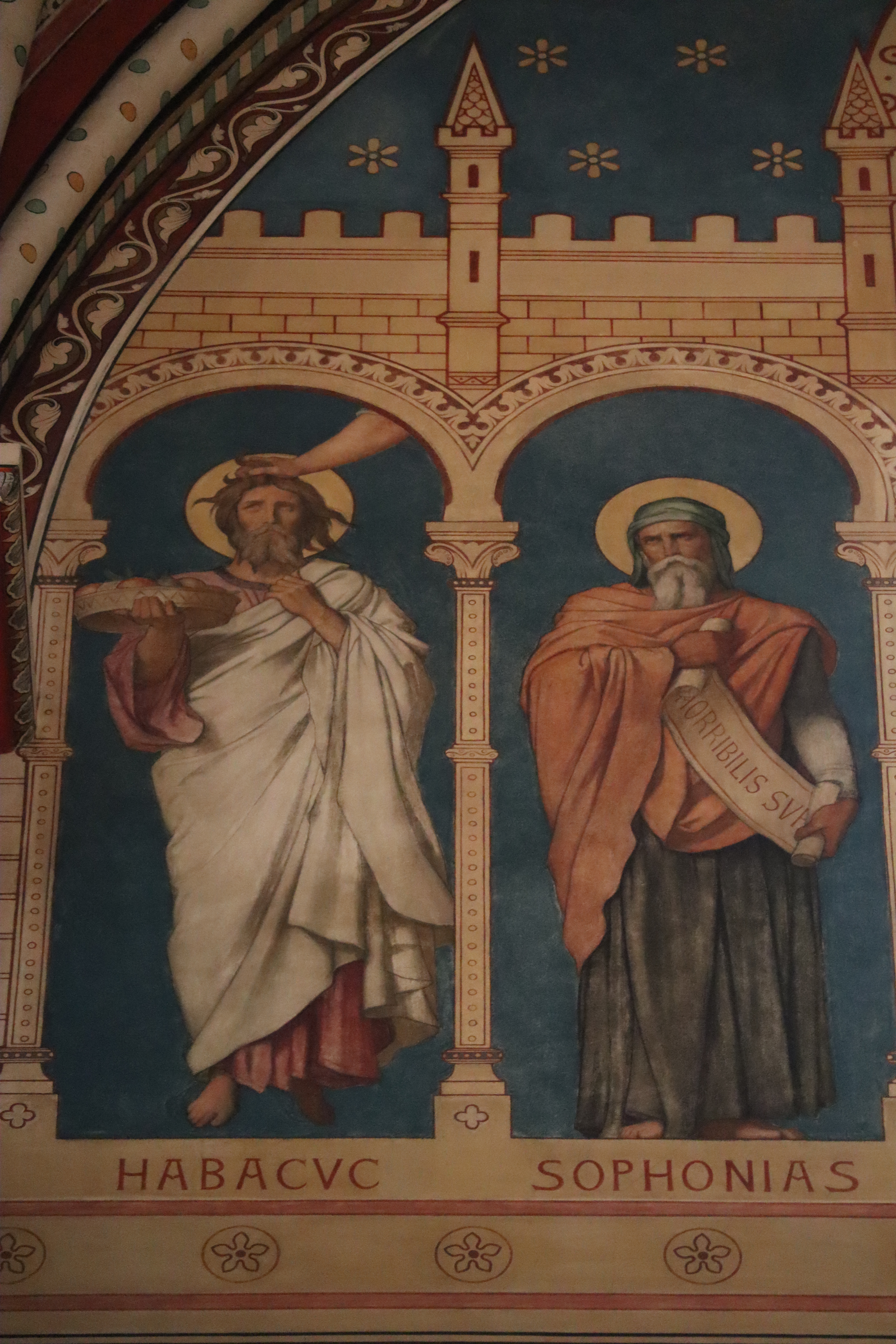
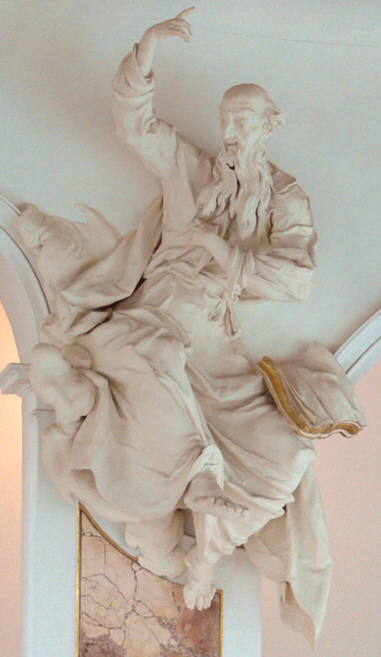
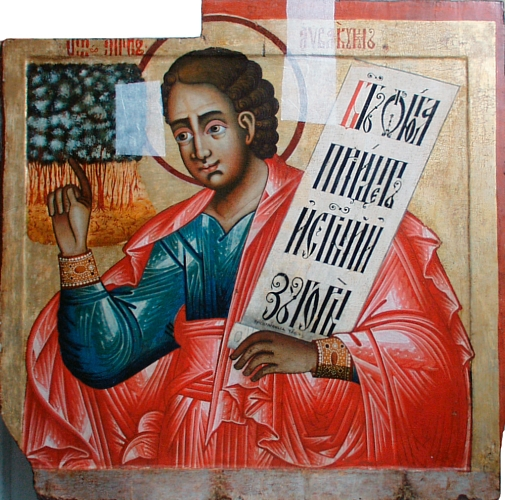
Церква Преображення, Кижі, 18 ст.
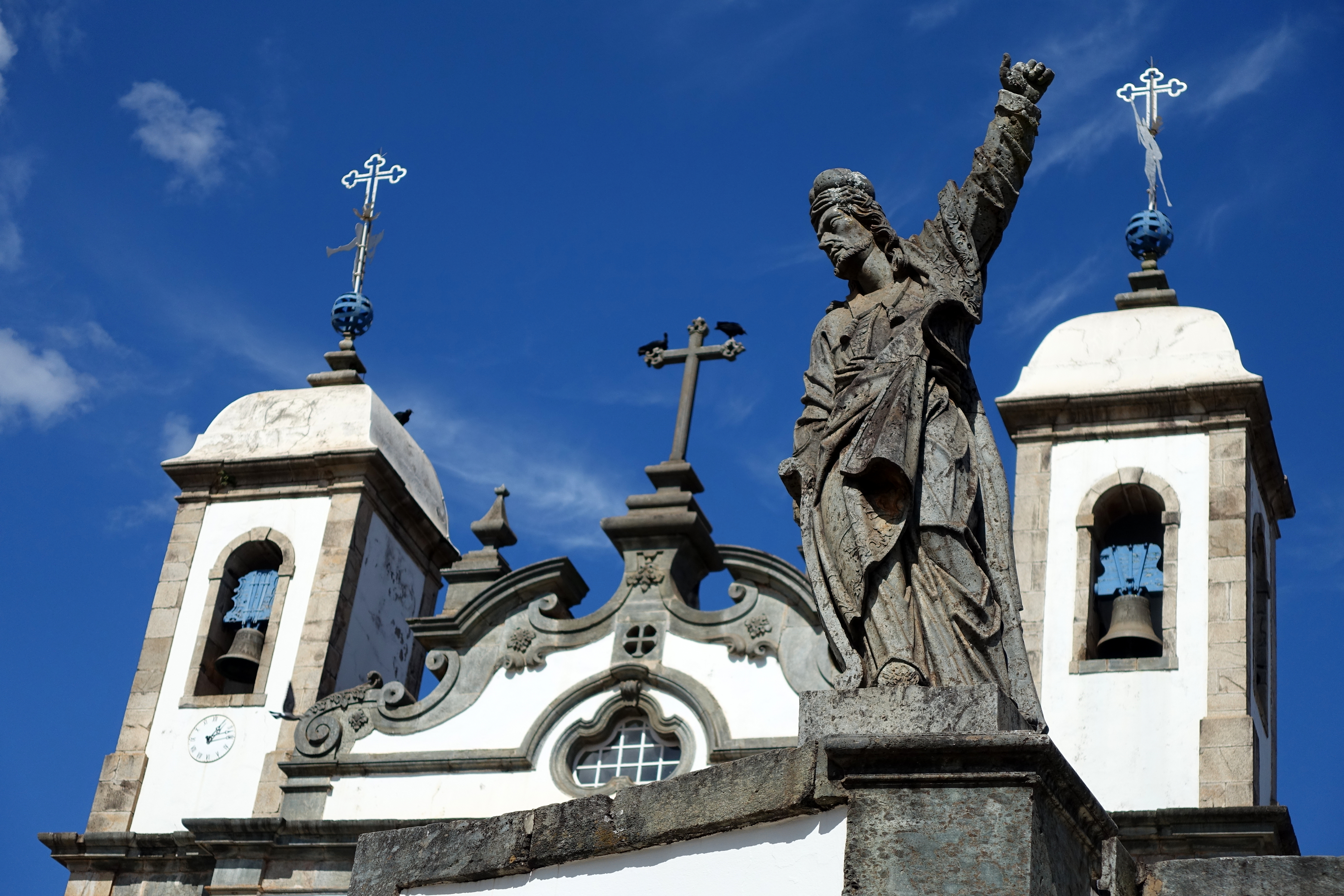
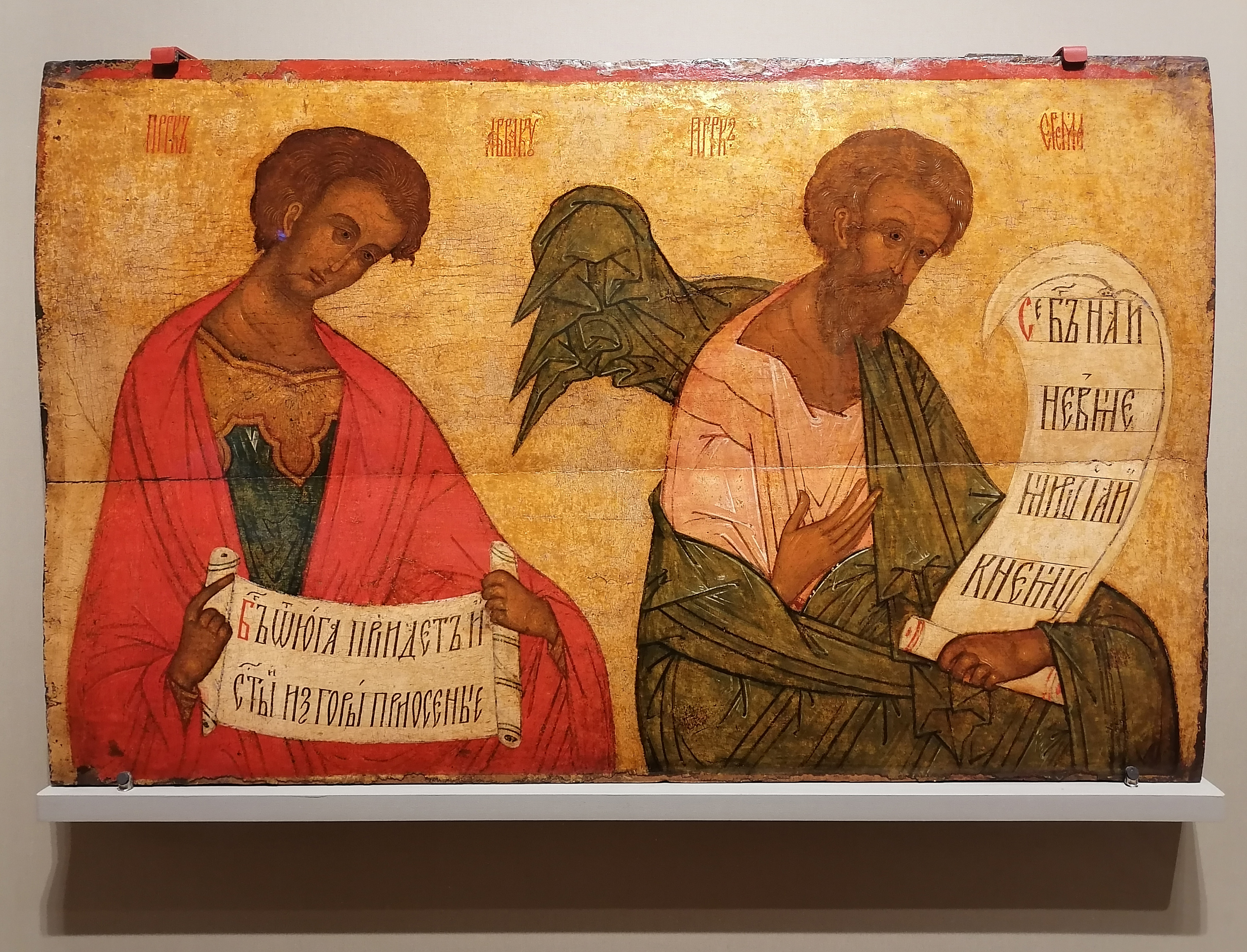
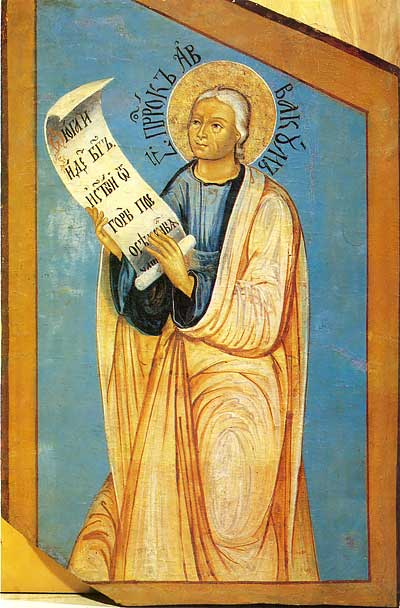
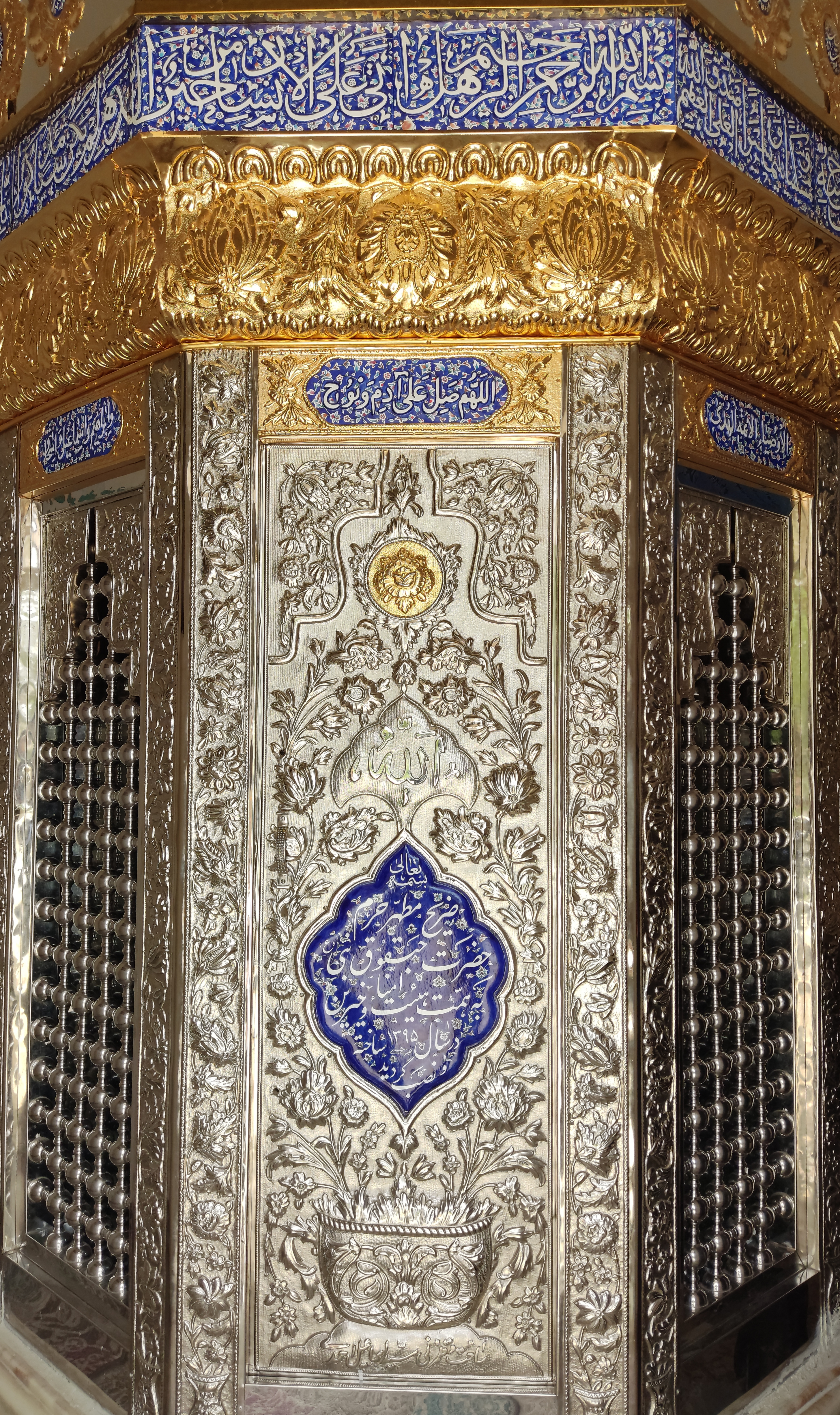
Habakkuk Tomb, Tuyserkan
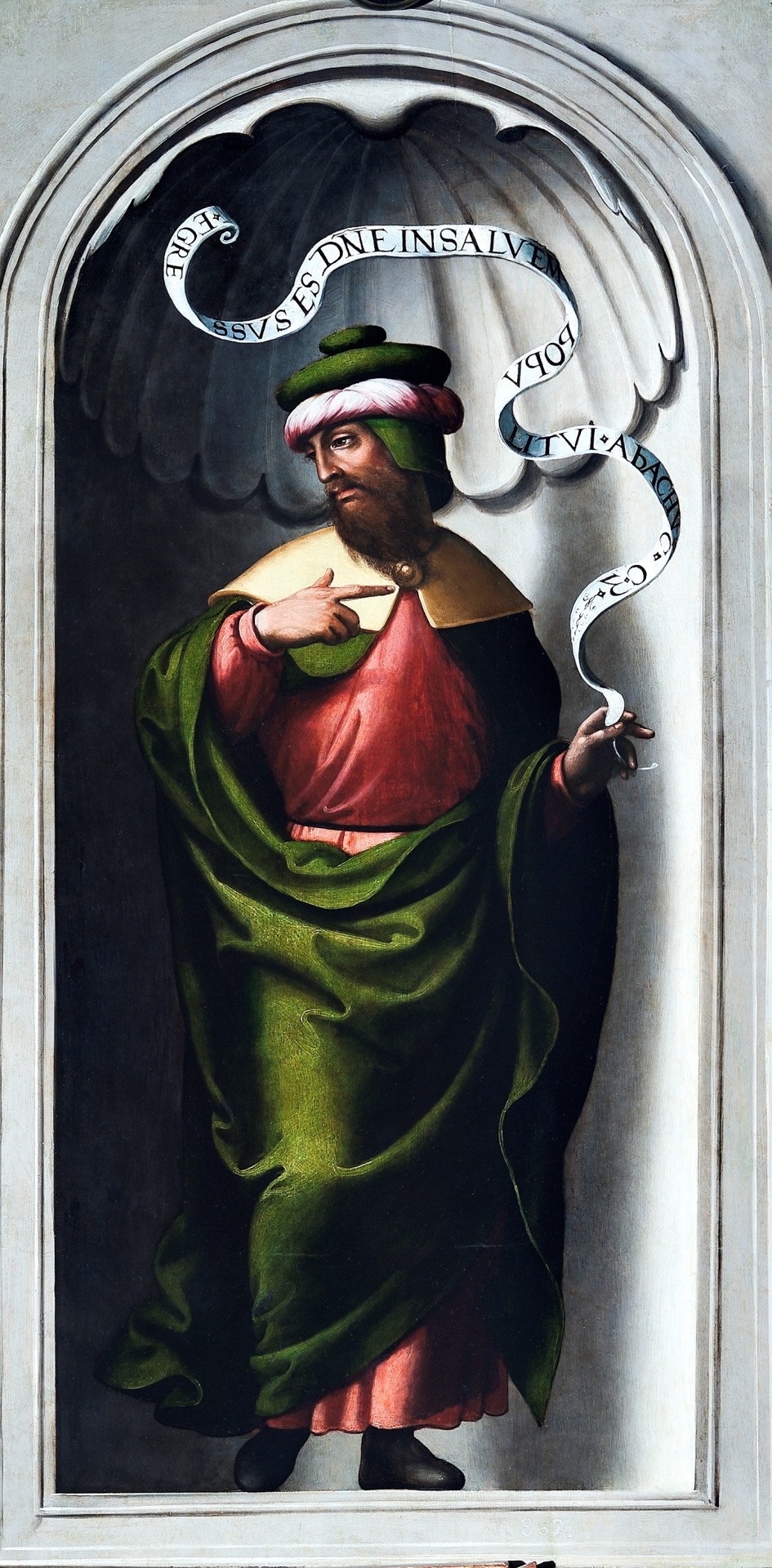
Museo del Prado
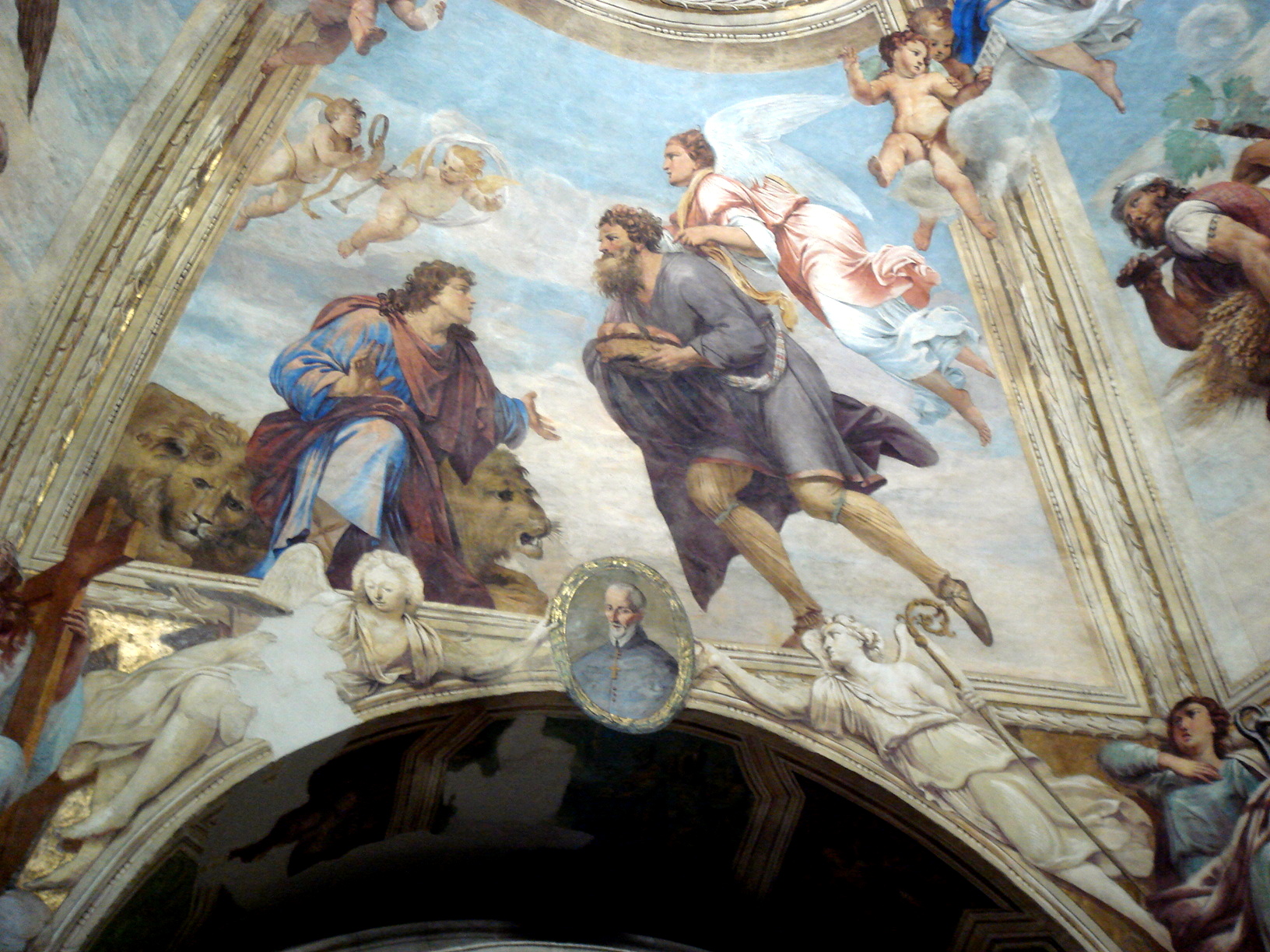
Фреска Авакум приносить хліб Даниїлу в лев'ячу яму (Agostino Scilla 1657) капела дель Сакраменто Cathedral of Syracuse[en], Сицилія

## Див. також

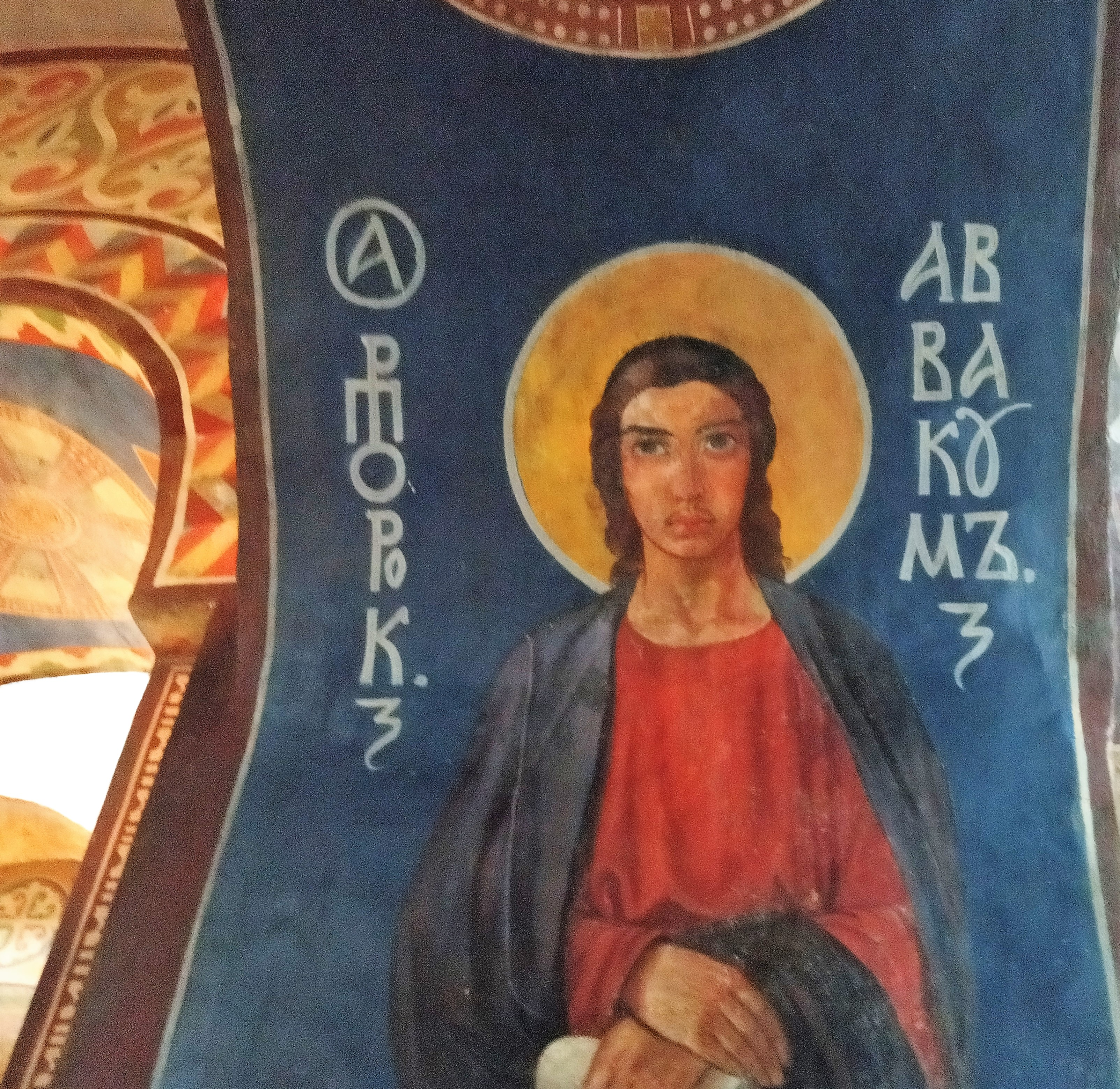
Пророк Авакум. Фреска ХІХ ст. Кирилівська церква (Київ)